# Tomoderus palmi
Tomoderus palmi es una especie de coleóptero de la familia Anthicidae.

## Distribución geográfica
Habita en Malasia.